# Merlin Sutter
Merlin Sutter (nacido el 21 de septiembre de 1986 en Suiza) fue el batería de la banda de folk metal Eluveitie entre 2004 y 2016. Actualmente se desempeña como el baterista de la banda Cellar Darling junto a Anna Murphy e Ivo Henzi.

## Discografía

### ConEluveitie
- 2006 - Spirit
- 2008 - Slania
- 2009 - Evocation I - The Arcane Dominion
- 2010 - Everything Remains (As It Never Was)
- 2012 - Helvetios
- 2014 - Origins

### ConCellar Darling
- 2017 - This Is The Sound

## Equipo
- Tambores: Tama
- Timbales: Zildjian
- Baquetas: Vic Firth
- Parches: Evans
- Micrófonos: AUDIX
- Auriculares: Audioprotect In-Ears